# Chrysoperla congrua
Chrysoperla congrua is een insect uit de familie van de gaasvliegen (Chrysopidae), die tot de orde netvleugeligen (Neuroptera) behoort. 
Chrysoperla congrua is voor het eerst wetenschappelijk beschreven door Walker in 1853.